# Bruciore
La sensazione di bruciore è solitamente sintomo di una qualche patologia sottostante.

## Tipologia
A seconda di dove sia localizzato la sensazione può indicare una diversa patologia:
- Durante la deglutizione: faringite o afte.
- Stomaco: pirosi gastrite, ulcera.
- Apparato urinario: cistite, uretrite.
- Cute: dermatiti o ustioni, si accompagna a rash. In altri casi l'Herpes zoster
- Occhio: congiuntivite o presenza di corpi estranei

Inoltre diversi farmaci provocano tale fastidio